# Осми далматински корпус НОВЈ
Осми далматински ударни корпус  био је корпус Народноослободилачке војске Југославије формиран је 7. октобра 1943. наредбом Врховног команданта НОВ и ПОЈ Јосипа Броза Тита од Девете, Деветнаесте, Двадесете и 26. дивизије и Средњедалматинког, Книнског, Динарског, Мосећко-свилајског, Сегетско-маринског, Имотског, Макарског, Мосорског, Неретванског, Граховско-пеуљског, Гламочког и Ливањског партизанског одреда. При формирању имао је укупно 13.049 бораца. Наредбом Врховног штаба НОВ и ПОЈ од 24. октобра 1943. Штабу Осмог корпуса привремено је била потчињена и Морнарица НОВЈ.
Први командант корпуса био је Павле Илић Вељко, затим Владо Ћетковић, а након његове погибије, октобра 1944. Петар Драпшин. Политички комесари корпуса били су Иван Кукоч, до 25. јануара 1944. и потом Бошко Шиљеговић, до краја рата.
За постигнути успех приликом ослобођења Книна, Врховни командант НОВ и ПОЈ Јосип Броз Тито је 10. децембра 1944. похвалио Осми корпус, а Главни штаб НОВ и ПО Хрватске му је 25. децембра 1944. доделио назив ударни.
Мобилизацијом нових бораца корпус је крајем децембра 1944. имао око 35.000 бораца, а фебруара 1945. 45.524 борца. Наредбом Генералштаба ЈА Осму корпус је 1. марта 1945. корпус је преформиран у Четврту армију ЈА, чим је Штаб корпуса престао да постоји.

## Командни састав корпуса
- Команданти корпуса:
  - Павле Илић Вељко — вршилац дужности од формирања корпуса до децембра 1943.
  - Сретен Жујовић — вршилац дужности од децембра 1943. до јануару 1944.
  - Владо Ћетковић — од јануара до октобра 1944.[б]
  - Милан Купрешанин — вршилац дужности од октобра до новембра 1944.
  - Петар Драпшин — од новембра 1944. до марта 1945.
- Политички комесари корпуса:
  - Иван Кукоч — од формирања корпуса до јануара 1944.
  - Бошко Шиљеговић — од јануара 1944. до марта 1945.
- Начелници Штаба корпуса:
  - Максимилијан Баће — од формирања корпуса до децембра 1943.
  - Милан Купрешанин — од децембра 1943. до новембра 1944.
  - Анте Биочић — од новембра 1944. до марта 1945.